# مظاهرات جامعة كولومبيا المؤيدة لفلسطين
مظاهرات جامعة كولومبيا المؤيدة لفلسطين هي احتجاجات احتلال قادها الطلاب المؤيدون للفلسطينيين في جامعة كولومبيا في مدينة نيويورك. بدأت الاحتجاجات في 17 أبريل 2024، عندما أقام الطلاب المؤيدون للفلسطينيين مخيمًا مكونًا من حوالي 50 خيمة في حرم الجامعة، أطلقوا عليه اسم مخيم التضامن مع غزة، مطالبين الجامعة بسحب علاقاتها مع إسرائيل. اسخدمت القوة لتفكيك المخيم المعسكر في اليوم التالي عندما أذنت رئيسة الجامعة نعمت شفيق لقسم شرطة مدينة نيويورك باقتحام الحرم الجامعي وإجراء اعتقالات جماعية،  في اليوم التالي، أعاد الطلاب إنشاء المخيم، وبدأت الإدارة في التفاوض معهم، إلا أن المفاوضات فشلت في 29 أبريل،  وفي اليوم التالي اقتحم المتظاهرون قاعة هاميلتون واحتلوها،  مما أدى إلى مداهمة ثانية من شرطة نيويورك، واعتقال أكثر من 100 متظاهر، وتفكيك المخيم بالكامل. كانت هذه الاعتقالات هي المرة الأولى التي تسمح فيها الجامعة للشرطة بقمع الاحتجاجات داخل الحرم الجامعي منذ مظاهرات عام 1968 ضد حرب فيتنام.
نتيجة لهذه الاحتجاجات، انتقلت جامعة كولومبيا إلى نظام التعلم الهجين (الذي يتضمن المزيد من التعلم عبر الإنترنت) لبقية الفصل الدراسي. شجعت هذه الاحتجاجات الاحتجاجات في الجامعات الأخرى. ووقعت عدة حوادث معادية للسامية خلال الاحتجاجات أكد المنظمون أنها من عمل محرضين خارجيين وليست من الطلاب. كما صرح المتظاهرون اليهود المؤيدون للفلسطينيين بأن حوادث معاداة السامية التي ارتكبها بعض المتظاهرين لا تمثل حركة الاحتجاج. وفي 6 مايو أعلنت إدارة الجامعة إلغاء حفل التخرج على مستوى الجامعة الذي كان مقررًا عقده في 15 مايو، وأوضحت أنها ستجعل "أيام الفصل والاحتفالات على مستوى المدرسة" محور أنشطة التخرج بدلاً من ذلك.

## الخلفية

### المظاهرات

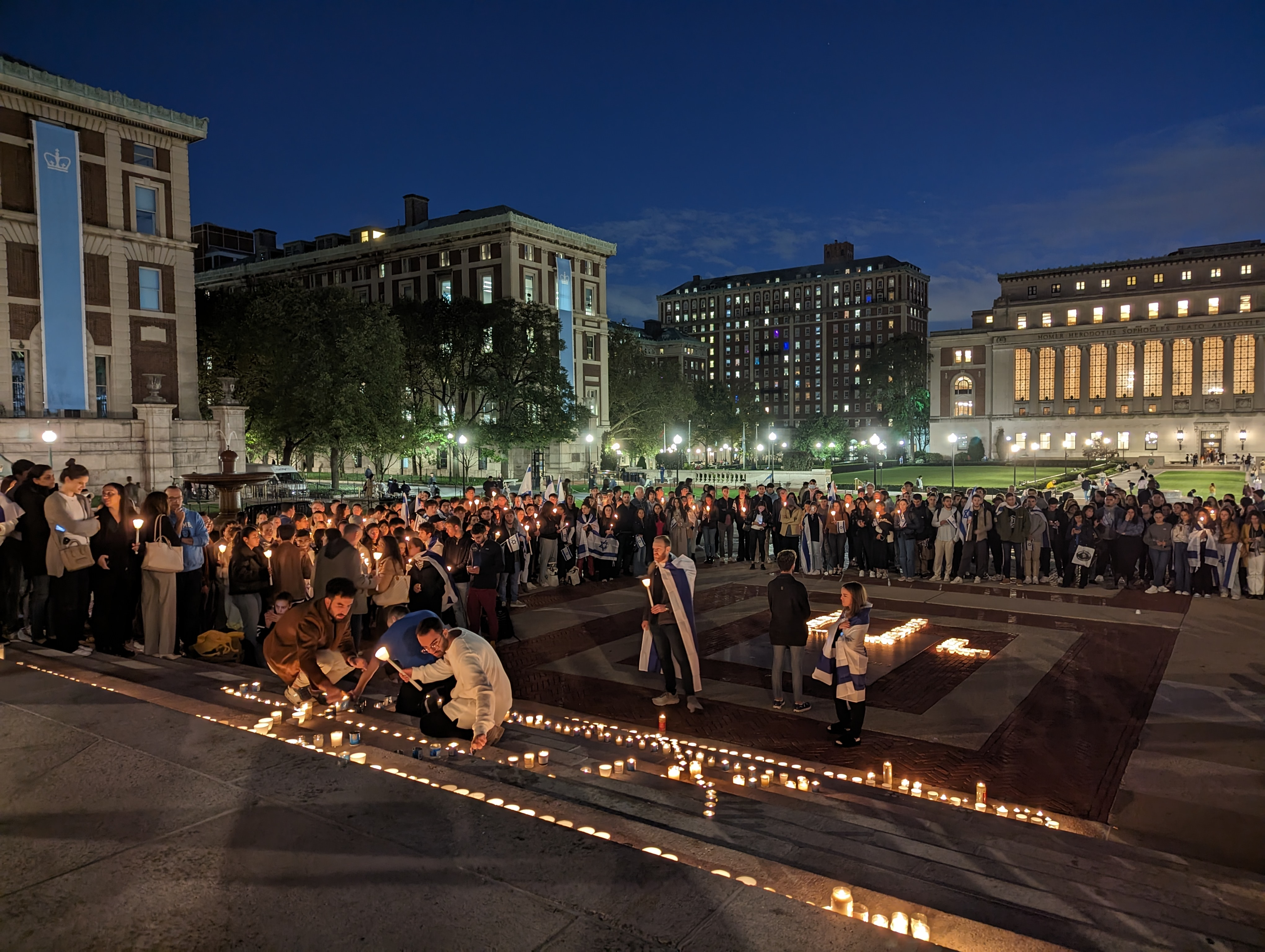
وقفة احتجاجية من أجل إسرائيل في جامعة كولومبيا في أكتوبر 2023

نُظمت مظاهرات متضادة في جامعة كولومبيا أثناء الحرب الفلسطينية الإسرائيلية 2023،  حيث تجمع مؤيدو الفلسطينيين ومؤيدو إسرائيل للتعبير عن آرائهم ومعتقداتهم. وأكد الناشطون المؤيدون للفلسطينيين في الجامعة أن حركتهم تناهض الحركة الصهيونية،  فيما قامت المجموعات المناهضة للصهيونية بتنظيم احتجاجاتهم الخاصة في كولومبيا.
في يوم الثاني عشر من أكتوبر عام 2023، قررت إدارة الجامعة إغلاق الحرم الجامعي مؤقتًا بعد وقوع اشتباكات بين المتظاهرين المعارضين. وفي شهر نوفمبر من نفس العام، أوقفت إدارة الجامعة حركة "طلاب من أجل العدالة في فلسطين" وحركة "الصوت اليهودي من أجل السلام" بعد تنظيمها لإضراب غير مصرح به، مما أدى إلى تصاعد الخلافات بين الهيئة التدريسية وإدارة الجامعة؛ وأشارت الجامعة إلى أن شخصًا ما في الفعالية المذكورة أطلق عبارات عنصرية ومعادية للسامية. كما انسحبت مجموعة من الطلاب من فصل الدراسة الذي كانت تدرسه هيلاري كلينتون عقب إدلائها بتصريحات تتعارض مع قرار إيقاف إطلاق النار.
في يناير 2024 تعرض الطلاب الذين شاركوا في تظاهرة داعمة للفلسطينيين لرش مادة كيميائية زعموا أنها عبارة عن رذاذ التحكم بالحشود المعروف باسم "ظربان" والذي يستخدمه عادة جيش الاحتلال الإسرائيلي، مما أسفر عن إصابة عدد منهم بجروح متفاوتة الخطورة. ورداً على هذا الحادث، نظم المتظاهرون وقفة احتجاجية خارج أسوار الجامعة. وأعلنت إدارة شرطة مدينة نيويورك عن بدء التحقيق في هذه الحادثة كجريمة كراهية محتملة. ونشر كل من حركة "طلاب من أجل العدالة في فلسطين" وحركة "الصوت اليهودي من أجل السلام" تقريراً يفيدان فيه بأن المشتبه بهم هم جنود سابقون لدى جيش الاحتلال الإسرائيلي إضافة إلى بعض الطلبة الحاليين في جامعة كولومبيا.
في مارس 2024 نظم الطلاب فعالية غير مصرح بها تحمل عنوان "المقاومة 101"، وعلى إثر ذلك استعانت إدارة الجامعة بشركة تحقيق خاصة للتحقق من الواقعة، وقامت بإيقاف أربع طلاب عن العمل لاستضافتهم تلك الفعالية.
في شهر أبريل من نفس العام، رفع الشخص الموقوف عن العمل دعوى قضائية ضد الجامعة مستعيناً بالاسم المستعار جون دو، زاعماً أنه قام بالفعل برش بخاخات غير سامة والتي قام بشرائها عبر موقع أمازون، مضيفاً أن المؤيدين للحركة الفلسطينية قاموا بالاعتداء عليه رداً على ذلك.

### المخيم

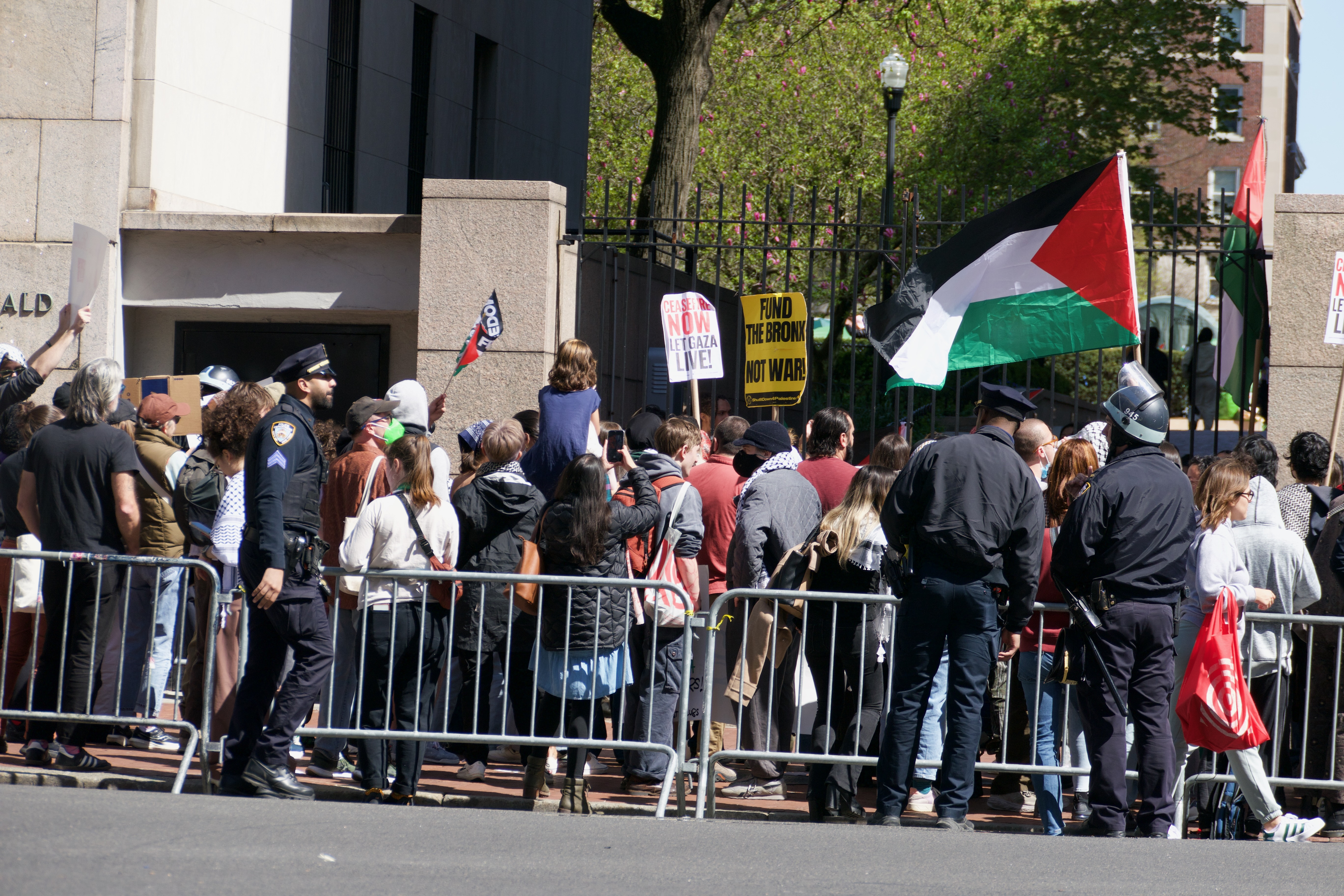
مجموعة من المتظاهرين المؤيدين للفلسطينيين خارج جامعة كولومبيا في أبريل 2024

عند المدخل الرئيسي لمخيم "مخيم التضامن مع غزة" في حديقة شرق كولومبيا، نشرت إرشادات المجتمع التي تضمنت العديد من التعليمات الهامة مثل الامتناع عن تصوير الأفراد بدون موافقتهم المسبقة، وتجنب تناول المخدرات أو الكحول داخل المخيم، بالإضافة إلى تفادي التحدث إلى وسائل الإعلام إلا في الأوقات المحددة بين الساعة 2-4 مساءً. وتضمنت اللافتات المعروضة حول المباني شعار "تفكيك جهاز الشرطة التعليمية" وشعار "عولمة الانتفاضة". وقام الطلاب المشاركون بابتكار أنشودة خاصة وتوزيع منشورات كتبت فيها عبارة "هل تشعر بالأمان عندما ترسل طفلك إلى مدرسة تتعاون مع الشرطة؟". كما توفرت في المخيم خدمة تقديم الطعام بأسلوب البوفيه وكانت المأكولات متوافرة بكثرة.
ودعا الطلاب المتظاهرون جامعة كولومبيا إلى سحب استثماراتها المالية من الشركات التي تربطها علاقات تجارية بالحكومة الإسرائيلية، ومن بينها شركة لوكهيد مارتن، ومايكروسوفت، وجوجل، وأمازون.

## المشاركون
تم تنظيم مخيم الحرم الجامعي من قِبَل تحالف "جامعة كولومبيا لنبذ التمييز العنصري" وهو تحالف بقيادة الطلاب يتألف من أكثر من 120 مجموعة. وكان من بين هذه المجموعات المنضوية تحت التحالف طلاب من أجل العدالة في فلسطين والصوت اليهودي من أجل السلام، واللتان كانتا تشاركان بنشاط في التظاهرات الداعمة للفلسطينيين بمدينة نيويورك منذ اندلاع الحرب الفلسطينية الإسرائيلية في أكتوبر من عام 2023.
نظمت "مجموعة النضال في حياتنا" (WOL) احتجاجات حول محيط الحرم الجامعي تعبيراً عن دعمها للمحتجين، وشهدت هذه الاحتجاجات صدامات مع عناصر شرطة نيويورك. كما حضر محتجون آخرون ينتمون إلى جماعات دينية مناهضة للصهيونية مثل ناطوري كارتا، وكذلك حركات مثل "أباتاون من أجل فلسطين"،  وائتلاف مكون من حركة الشباب الفلسطيني، ومنتدى الشعب، وتحالف الإجابة لوقف الحرب وإنهاء العنصرية والتجمع الفلسطيني للتحرير-العودة.
بالإضافة إلى ذلك، كان هناك أيضاً متظاهرون مناهضون لدولة إسرائيل وكانوا عموماً أقل عدداً،  لكن باستثناء المسيرة التي جرت في 26 أبريل التي نظمها تنظيم StandWithUs ومنظمة صهيونية مسيحية يمينية، فقد استقطب هؤلاء المئات من الناس.

## الجدول الزمني

### 17-21 أبريل

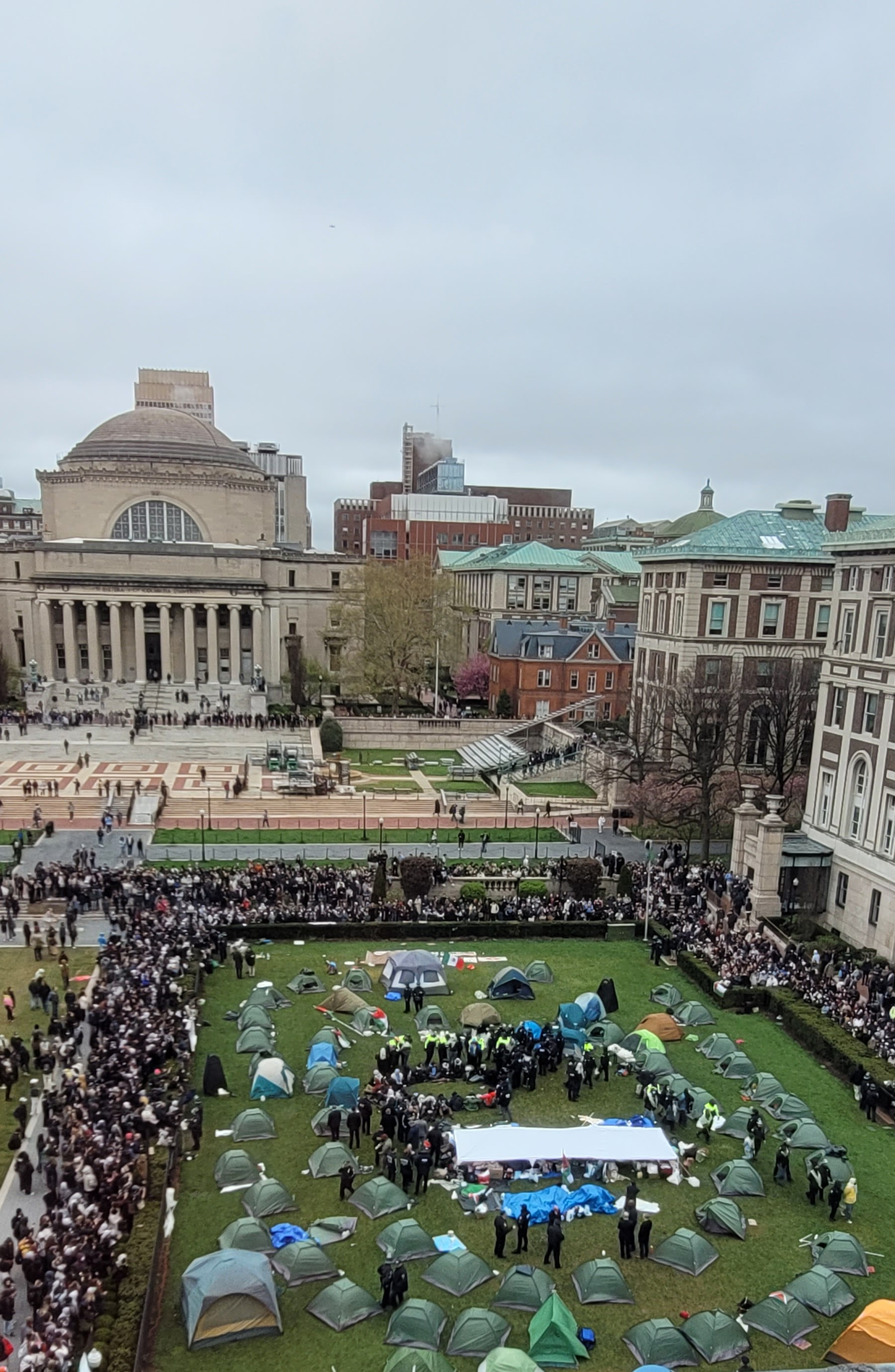
اعتقلت شرطة نيويورك حوالي 100 طالب بقوا داخل معسكر "إيست لاون" الأصلي، ويحيط بهم حشد من المتظاهرين والطلاب الملتزمين.

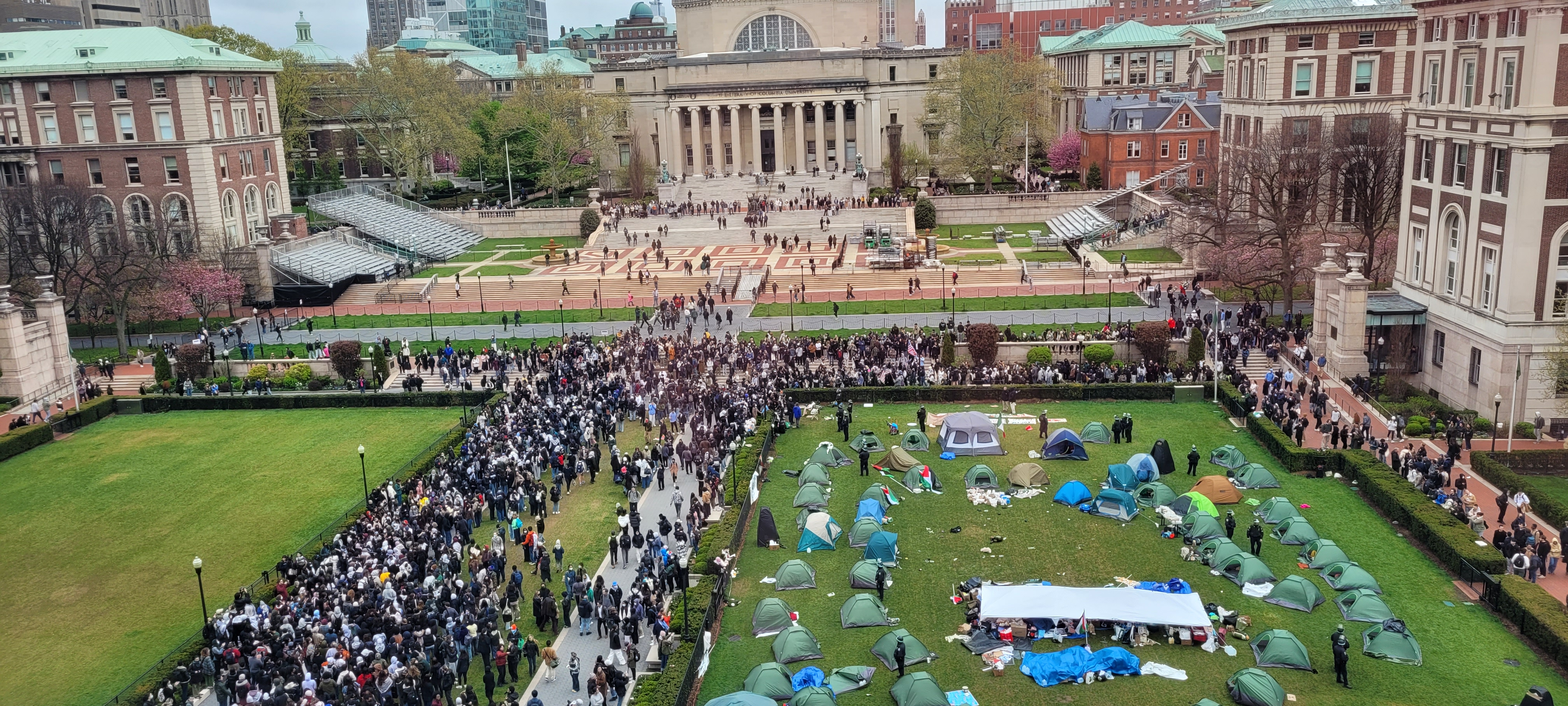
شرعت شرطة نيويورك في تنظيف المعسكر الأصلي في الحديقة الشرقية، بعد فترة وجيزة من الاعتقالات

في 17 إبريل بدأ قرابة سبعون متظاهرًا التجمع في خيام مزينة بأعلام فلسطين في متنزه باتلر الشرقي، وذلك بدءًا من الساعات الأولى لصباح هذا اليوم. وكان للمتظاهرين دور فعال في رفع لافتات متنوعة تعبر عن تضامنهم مع غزة وتطالب بتحرير المنطقة، مثل لافتة تقول "مخيم التضامن مع غزة" وأخرى تقول "المنطقة المحررة". ومع بدء تأسيس المخيم، شوهد انتشار كثيف لعناصر شرطة نيويورك بالقرب من مقر الجامعة. واشتمل برنامج المخيم على جلسات تعليمية وعروض سينمائية. وفي نفس اليوم أدلت رئيسة جامعة كولومبيا نعمت شفيق بشهادتها أمام لجنة التربية والعمالة في مجلس النواب، وهذا الحدث سبق ترتيبه لأسابيع عديدة. ومن الجدير بالذكر أن شفيق كانت مدعوة مسبقًا لحضور جلسة استماع للكونجرس الأمريكي في نوفمبر 2023 بخصوص معاداة السامية، إلا أنها اعتذرت نظرًا لتضارب مواعيدها المقررة.
في اليوم التالي، قامت فرقة التدخل الاستراتيجي التابعة لإدارة الشرطة بمدينة نيويورك - والتي تم تفويضها شخصيًا من قِبل شفيق - باقتحام المخيم واعتقال المتظاهرين؛ فيما تولى موظفو جامعة كولومبيا بتفكيك الخيام وإخلائها. وكشفت منظمة "نزع التمييز العنصري في جامعة كولومبيا" بأن الجامعة قد رمت بمتعلقات الطلاب المصادرة في أحد الأزقة القريبة. كما أنه تم إيقاف ثلاثة طلاب عن العمل، بما فيهم إسراء هيرسي، وهي ابنة النائبة الأمريكية إلهان عمر. وبمجرد ظهور عناصر شرطة نيويورك، تجمع عدد من المحتجين المناصرين لإسرائيل في مكان الحادث، حيث قاموا بالتلويح بالأعلام الأمريكية والإسرائيلية احتفالًا بقرار الجامعة،  وشكلوا بذلك مظاهرة في شارع رقم 114 وشارع أمستردام، إلا أنهم سرعان ما انفضّوا ليسمحوا للحافلات التي تقل المتظاهرين المعتقلين بالمرور والخروج من الموقع.
على رغم من فكّ مخيمهم، سرعان ما انتقَل المتظَاهرون إلى حديقة مجاورة في الحرم الجامعي، وهي الحديقة الغربية لمروج باتلر،  إذ رفعُوا لافتاتِهم ونصبُوا عدّة خيم. ويبدو أن المثقف العام والمستقل المرشح الرئاسي كورنيل ويست أظهر تضامنه. واحتجت مجموعة خارج المدخل الرئيسِي للجامِعة في شارع 116. ثمَّ تَحَرّك المتظَاهرون في شارع 116 وبرودواي صوب شارع 120 عقب إلقاء القبض على رجِل. وقد أطلْق سرَاح جميِّع المتظَاهِرين الذين اعتُقلُوْا من قِبَل شرطة نيويورك في وقت متأخِر مِن المساء.
في 19 أبريل، استمر المتظاهرون في نصب خيمهم في الحرم الجامعي. وأعلنت فروع اتحاد الطلبة من أجل العدالة الاجتماعية (SJP) في جامعة نورث كارولينا، وجامعة بوسطن، وجامعة ولاية أوهايو، بالإضافة إلى لجنة التضامن مع فلسطين في جامعة هارفارد، عن مسيرات تضامنية مع المتظاهرين في كولومبيا. وظهر نورمان فينكلشتاين، وهو عالم سياسي وناشط مناهض للصهيونية، وألقى خطابًا أمام المتظاهرين. أقيمت صلاة الجمعة الإسلامية وصلاة الكابالات اليهودية في المخيم في فترة ما بعد الظهر والمساء على التوالي. في 18 أبريل، أبلغت الجامعة الطلاب المتظاهرين الذين تم القبض عليهم بإيقافهم عن الدراسة إلى أجل غير مسمى.

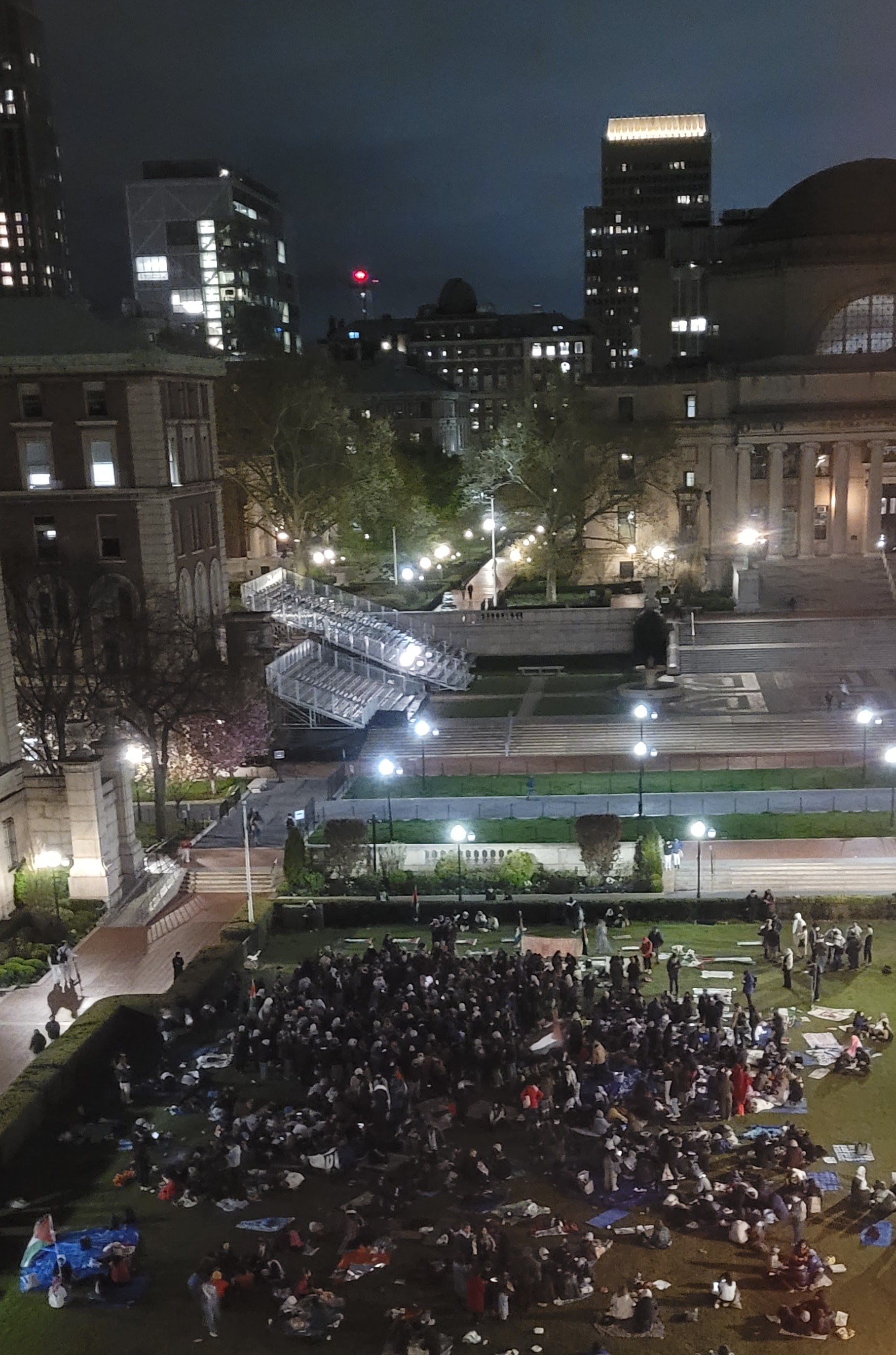
تجمع الطلاب المتظاهرون المؤيدون للفلسطينيين في الحديقة الغربية المقابلة في المساء بعد الاعتقالات.

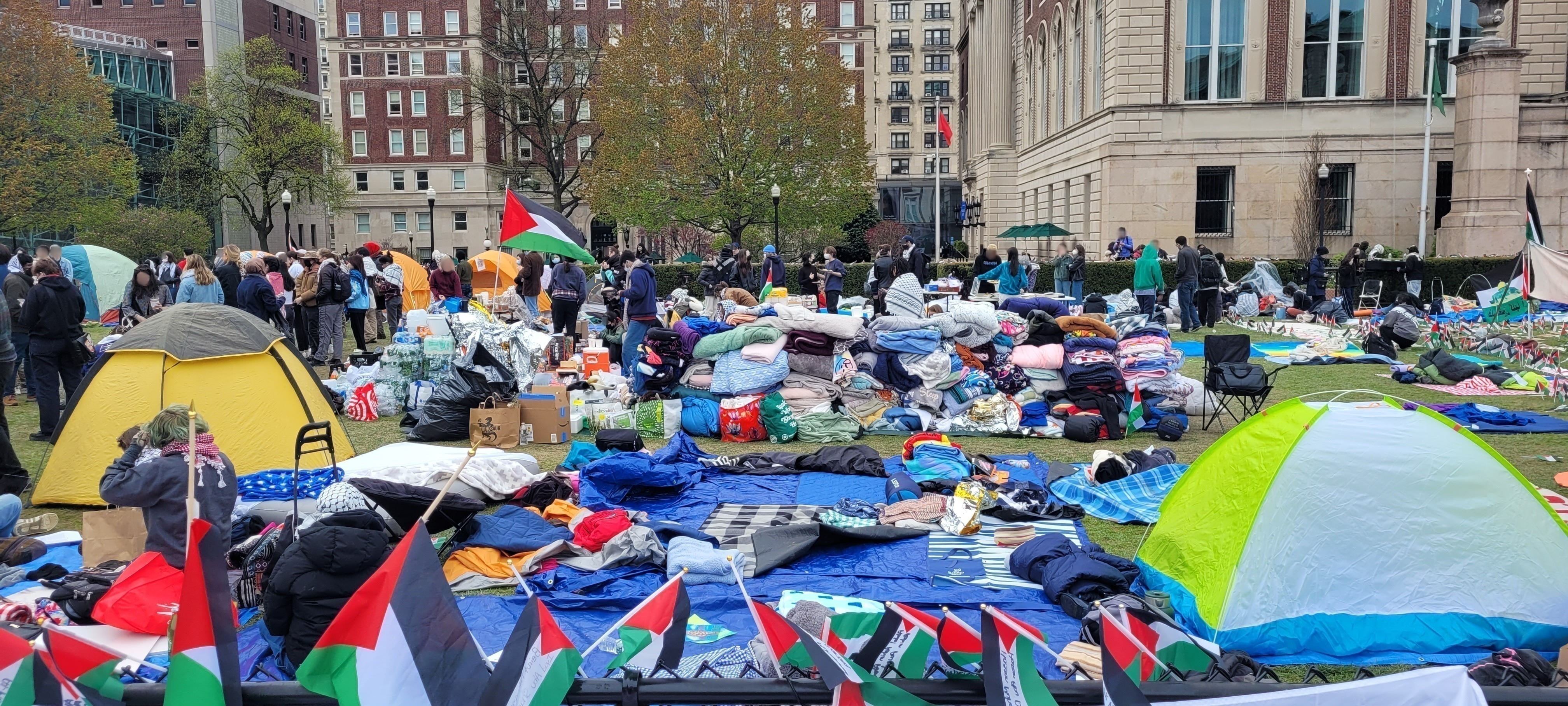
إضافة خيام جديدة بعد إعادة المخيم

### 22-28 أبريل

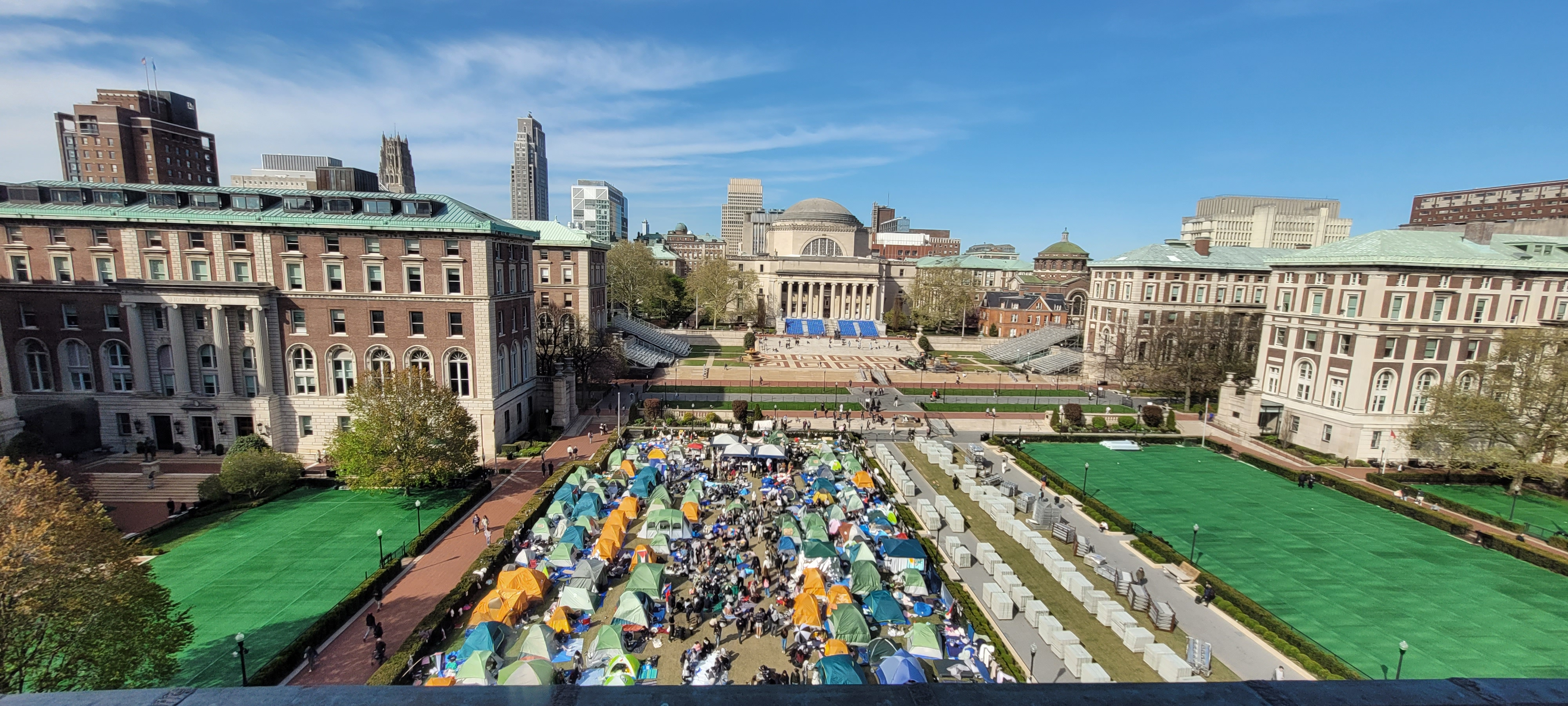
اتسع المخيم الثاني ليشمل أكثر من 60 خيمة.

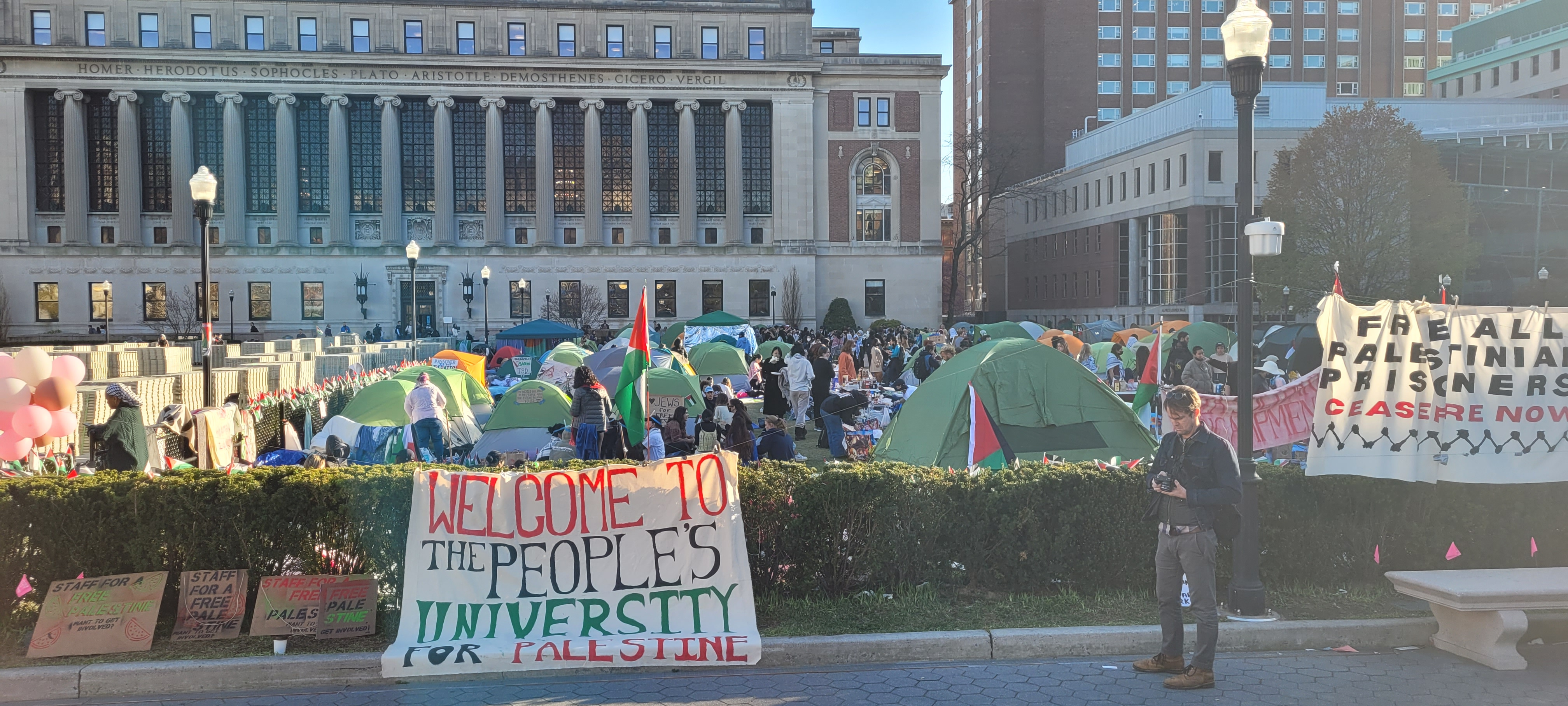
لافتة في المخيم الثاني "أهلًا بكم في الجامعة الشعبية لفلسطين".

انسحب مئاتٌ من أعضاء هيئة التدريس في جامعة كولومبيا من الفصول الدراسية احتجاجًا على رد فعل الجامعة على الاحتجاج. وبسبب الاحتجاج، ألغت الجامعة الفصول الدراسية في 22 أبريل،  ثم قالت إنها ستتحول إلى التعلم المدمج لبقية الفصل الدراسي. وأعلن مجلس انتخابات كولومبيا أن استفتاًء سحب الاستثمارات من إسرائيل، والذي اقترحه تحالف "جامعة كولومبيا لنبذ التمييز العنصري" في 3 مارس 2024، قد مر بأغلبيةٍ كبيرة، مما يُظهر أن غالبية طلاب كولومبيا يدعمون المبادرة. وفي المساء، احتفل الطلاب بسيدر في الليلة الأولى من عيد الفصح اليهودي.
في 23 أبريل، قال أحد منظمي الطلاب إن المتظاهرين كانوا يُجرون مفاوضاتٍ مع الجامعة من خلال مفاوضٍ قانونيٍ لكنه رفض مشاركة التفاصيل. وقال بن تشانغ، المتحدث باسم جامعة كولومبيا، إن المنظمين التقوا بمسؤولي الجامعة في الصباح الباكر لمناقشة الوضع. وحددت نعمت شفيق موعدًا نهائيًا في منتصف الليل للمحتجين إما للموافقة على إخلاء الحرم الجامعي أو مواجهة نظر الجامعة في "خياراتٍ بديلةٍ لِتطهير الحديقة الغربية وإعادة الهدوء إلى الحرم الجامعي". وأقام طلابٌ يهودٌ مؤيدون للفلسطينيين عيد الفصح داخل المخيم.
بُعيد منتصف ليل 24 أبريل، أفادَت مجموعة "طلاب من أجل العدالة في فلسطين" بأن المتظاهرين قد علقوا المفاوضات لأن الجامعة هددت باستدعاء الحرس الوطني لإخراجهم، قائلين إنهم لن يعودوا إلى طاولة المفاوضات حتى تتراجع عن تهديدها. لكن الجامعة قالت إنه تم إحراز "تقدمٍ مهم" في المفاوضات وأن الموعد النهائي الأصلي الذي حددته شفيق سيتم تمديده لمدة 48 ساعةً، وأن الطلاب قد وافقوا على تقليل عدد الخيام، وأنهم سيضمنون مغادرة المتظاهرين غير المنتسبين إلى الجامعة. وشُوهد المتظاهرون يُزيلون بعض الخيام وينقلونها. وفي الوقت نفسه، فرقت شرطة نيويورك حوالي 100 متظاهرٍ خارج الحرم الجامعي.
في ظهر يوم 24 أبريل، ألقى رئيس مجلس النواب الأمريكي، مايك جونسون، خطابًا أمام "مكتبة لو" مُدينًا المتظاهرين وداعيًا رئيسة الجامعة إلى الاستقالة. وهتف بعض الحاضرين بصوتٍ عالٍ ضده. وخلال خطابه، قال جونسون إنه خلال هجوم 7 أكتوبر، "تم طهي الرضع في أفران"،  وهو ادعاءٌ لا أساس له من الصحة. وفي وقتٍ لاحق، دعا الرئيس جو بايدن إلى نشر الحرس الوطني لقمع الاحتجاجات؛  وردت السكرتيرة الصحفية للبيت الأبيض، كارين جان بيير، بأن هذا النشر متروكٌ لحاكم الولاية، وليس للرئيس. وفي اليوم التالي، رفعت مُنظمة "فلسطين القانونية" دعوى قضائيةً بموجب الباب السادس من قانون الحقوق المدنية لعام 1964 فيما يتعلق بالطلاب المُوقفين. وأصدر مجلس أمناء كولومبيا بياناتٍ تُؤكد على دعم شفيق. وعقد مجلس طلاب جامعة كولومبيا اجتماعًا طارئًا مع شفيق للنظر في لومِها.
في 26 أبريل، نُظمت مسيرةٌ مُضادةٌ تحت شعار "متحدون من أجل إسرائيل"، بتنظيمٍ من مُنظمة "StandWithUs" وبعض المُنظمات اليمينية، حول كولومبيا وتوقفت عند البوابات. وقام بعض المُشاركين في المسيرة بمُضايقة المُحتجين المُؤيدين للفلسطينيين واستهدفوا بعض المُحتجين داخل البوابات. وزار النائبان الأمريكيان ألكساندريا أوكاسيو كورتيز وجمال بومان المخيم. وأصدر عمال مكتبة كولومبيا بيانًا يُدين شفيق لنشرِها الشرطة والأمن الخاص ضد المُحتجين. وتجمع أكثر من 1000 مُحتجٍ مُؤيدٍ لإسرائيل نظمهم "منتدى نيويورك للرهائن والأُسر المفقودة" عند تقاطع شارع برودواي والشارع 116.
تم منع خيماني جيمس، طالبٌ في كولومبيا برز كقائدٍ لحركة الاحتجاج، من دخول الحرم الجامعي بعد ظهور مقطع فيديو من شهر يناير قال فيه: "الصهاينة لا يستحقون العيش". وأدانت مجموعاتٌ احتجاجيةٌ أخرى التعليق. وقالت صحيفة "نيويورك تايمز" إن تعليقات الطالب أثارت السؤال التالي: "ما مدى تلوث الحركة الداعمة للشعب الفلسطيني في غزة بمعاداة السامية؟"  وفي 27 أبريل، اعتذر الطالب المُوقف عن تعليقه "الصهاينة لا يستحقون العيش". وقالت شرطة نيويورك إن مُحرضين خارجيين يُحاولون اختطاف الاحتجاجات، وأنهم مُستعدون لمداهمة الحرم الجامعي إذا لزم الأمر. وفي اليوم التالي دعت الإدارة المُحتجين إلى المُغادرة، وقالت إن إعادة شرطة نيويورك ستكون لها نتائج عكسية.

### 29 أبريل - 2 مايو
وصلت المفاوضات بين المتظاهرين والجامعة إلى "طريقٍ مسدود" في 29 أبريل. وهددت الإدارة بإيقاف الطلاب الذين لا يزالون في المخيم بحلول الساعة الثانية ظهرًا. كما عرضت صفقة عفوٍ جزئية. وصوتت "جامعة كولومبيا لنبذ التمييز العنصري" للبقاء في المخيم بعد الموعد النهائي، وأخبرت مجموعة "طلابٍ من أجل العدالة في فلسطين" أعضاءَها بعدم توقيع أي صفقاتٍ مع الإدارة. وربط أعضاء هيئة التدريس أذرعهم حول المخيم قبل الموعد النهائي. وعلى الرغم من التهديدات، بقي الطلاب في المخيم والمناطق المُحيطة. وبدأت عمليات الإيقاف في وقتٍ لاحقٍ من ذلك اليوم. وفي الوقت نفسه، رفعت طالبةٌ يهوديةٌ دعوى قضائيةً ضد الجامعة لفشلها في توفير بيئةٍ آمنة،  وأقامت الشرطة حواجز خارج الجامعة،  وكتب خريجون رسالةً إلى شفيق يطلبون منها فض المخيم.
في الساعات الأولى من صباح يوم 30 أبريل، احتل مُحتجون قاعة هاميلتون، وكسروا النوافذ، وحصنوا أنفسهم في الداخل. ونشر المُحتجون لافتةً تُعلن إعادة تسمية المبنى إلى "قاعة هند" تكريمًا لهند رجب، وهي فتاةٌ فلسطينيةٌ صغيرةٌ قُتلت على يد القوات الإسرائيلية. ولوحظ وجودٌ أكبر للشرطة بالقرب من الحرم الجامعي؛ وقالت شرطة نيويورك والجامعة إنهما لن تُرسلا الشرطة. وهددت الإدارة بطرد الطلاب الذين شاركوا في الاستيلاء على القاعة.
في وقتٍ مُتأخرٍ من المساء، شوهد وجودٌ كثيفٌ لِشُرطة مكافحة الشغب خارج الحرم الجامعي. وأخبرت الإدارة الطلاب باللجوء إلى أماكن آمنةٍ بسبب "زيادة النشاط". واستعدت شرطة نيويورك لمداهمة الحرم الجامعي بعد أن أعطتها رسالةٌ من شفيق الإذن بذلك. وبدَا المُحتجون غير مُبالين، مُستمرين في الهتاف. وحوالي الساعة التاسعة مساًء، دخلت شرطة نيويورك الحرم الجامعي بموافقة الإدارة. وألقت الإدارة باللوم على المُحتجين في التصعيد من خلال الاستيلاء على قاعة هاميلتون. ووفقًا لرسالة شفيق إلى نائب مُفوض شرطة نيويورك للشؤون القانونية التي تطلب تدخل الشرطة، اختبأ شخصٌ في المبنى حتى إغلاقه، ثم سمح للآخرين بالدخول.
اعتقدت جامعة كولومبيا أنه في حين كان الطلاب من بين الذين دخلوا، إلا أن قادتهم لم يكونوا مُنتمين إلى الجامعة. واستخدمت الشرطة قنابل صوتيةً لاقتحام المبنى واعتقلت أكثر من 100 مُحتج. وشُوهد ضباطٌ يدخلون المبنى بأسلحةٍ مُسلحة، وأُطلقت رصاصةٌ داخل المبنى. وقال مكتب المدعي العام إنه لم يُصَب أحدٌ بجروحٍ وأن وحدة مُساءلة الشرطة تُراجع الحادث. وبحلول نهاية الليل، تم إخلاء قاعة هاميلتون والحرم الجامعي بأكمله، بما في ذلك المخيم.
وفقًا للمدعي العام في مانهاتن، ألفين براغ، تم القبض على 109 أشخاصٍ في كولومبيا. وفي الرسالة الموجهة إلى نائب المُفوض، طلبت شفيق وجود شرطة نيويورك حتى 17 مايو على الأقل،  أي بعد يومين من حفل التخرج المُقرر. وفي 2 مايو، أعلنت شرطة نيويورك أنه خلال الاعتقالات في كولومبيا، من بين 112 شخصًا تم اعتقالُهم، لم يكُن 32 شخصًا مُنتمين إلى الجامعة. وقال العمدة إريك آدامز إن هناك أدلةً على أن مُحرضين خارجيين "ومِهنيين"، وهما ليزا فيثيان وزوجة سامي العريان، قد قدما للطلاب معارف وتدريبًا تكتيكيًا لتصعيد الاحتجاجات.

### 6-16 مايو إلغاء حفل التخرج واستمرار الاحتجاجات
على الرغم من الادعاءات بأن عملية الإخلاء كانت لضمان إقامة حفل التخرج الرئيسي، فقد قررت الجامعة في 6 مايو إلغاء حفل التخرج الرئيسي، على الرغم من أن الكليات والمدارس المختلفة التابعة للجامعة خططت لإقامة حفلات تخرجٍ منفصلة.
ونُظمت احتجاجاتٌ صغيرةٌ مؤيدةٌ للفلسطينيين خارج منازل بعض أمناء جامعة كولومبيا في 7 مايو. وخلال أحد هذه الاحتجاجات، تشاجر رجلٌ مؤيدٌ لإسرائيل مع بعض المتظاهرين قبل أن يقود سيارته إلى داخل الاحتجاج. وتم اعتقال السائق والمتظاهر الذي صدمته السيارة ونُقلا إلى المستشفى لإصابتهما بجروحٍ طفيفة.
وفي 16 مايو، أقام أعضاء هيئة التدريس والطلاب والقادة الدينيون حفل "تخرج الشعب" في كاتدرائية القديس جون الإلهية للطلاب الذين عوقبوا لمشاركتهم في الاعتصام. وتحدث في هذا الحدث الشاعر الفلسطيني الأمريكي فادي جودة والصحفية الفلسطينية هند الخضري.

### 31 مايو المخيم الثالث
في 31 مايو، أعاد الطلاب تجميع صفوفهم وأطلقوا مخيمًا ثالثًا. وشارك حوالي 100 طالبٍ في الاحتجاج ردًا على هجوم رفح، وفي مقالٍ في صحيفة "واشنطن بوست" كشف أن نُخَبًا ضغطت على آدمز لإرسال شرطة نيويورك خلال المداهمة الثانية. وبحلول الساعة السابعة مساًء، احتل حوالي عشرين طالبًا مع عشر خيام جزءًا من الحديقة الجنوبية خلال لقاء خريجي الجامعة. ووفقًا لفرع "طلاب من أجل العدالة في فلسطين" في كولومبيا، يُعرف المُحتجون أنفسهم على أنهم "مجموعةٌ مُستقلةٌ من الطلاب الفلسطينيين".

## احتجاجات في جامعات أخرى
انتشرت المظاهرات في البداية في الولايات المتحدة في 22 أبريل، عندما بدأ طلاب في العديد من الجامعات على الساحل الشرقي، بما في ذلك جامعة نيويورك، وجامعة ييل، وكلية إمرسون، ومعهد ماساتشوستس للتكنولوجيا، وجامعة تافتس بإقامة مخيمات واحتلال الحرم الجامعي، بالإضافة إلى تعرضهم لاعتقالاتٍ جماعيةٍ في نيويورك وفي ييل. وظهرت احتجاجات في جميع أنحاء الولايات المتحدة في الأيام التالية، ونُصبت مخيمات احتجاجية في أكثر من 40 حرمًا جامعيًا. وفي 25 أبريل شنت الشرطة حملة اعتقالاتٌ جماعيةٌ في كلية إيمرسون، وجامعة جنوب كاليفورنيا، وجامعة تكساس في أوستن.
أدى استمرار حملة القمع في 27 أبريل إلى اعتقال ما يقرب من 275 شخصًا في جامعات واشنطن، ونورث إيسترن، وأريزونا ستيت، وإنديانا بلومنجتون. وكان من بين المعتقلين في جامعة إيموري العديد من الأساتذة، وفي جامعة واشنطن في سانت لويس اعتقلت الشرطة موظفي الجامعة. وفي 28 أبريل نُظمت احتجاجاتٌ مضادةٌ في معهد ماساتشوستس للتكنولوجيا، وجامعة بنسيلفانيا، وجامعة كاليفورنيا، لوس أنجلوس. وفي 30 أبريل، اعتقلت الشرطة نحو 300 متظاهرٍ في جامعة كولومبيا وكلية مدينة نيويورك؛  وهاجم متظاهرون مؤيدون لإسرائيل مخيم حرم جامعة كاليفورنيا، لوس أنجلوس. وفي اليوم التالي اعتقلت الشرطة أكثر من 200 شخصٍ في جامعة كاليفورنيا في لوس أنجلوس.
تلا ذلك مئات الاعتقالات في مايو، ولا سيما في معهد شيكاغو للفنون، وجامعة كاليفورنيا، سان دييغو، ومعهد التكنولوجيا للأزياء في نيويورك، وجامعة كاليفورنيا، إرفاين. وفي 20 مايو بدأ أول إضرابٍ للعاملين الأكاديميين في حرم جامعة كاليفورنيا سانتا كروز، تلاه إضرابٌ في جامعتَي كاليفورنيا في دافيس وكاليفورنيا في لوس أنجلوس في 28 مايو.

## الخلافات

### مزاعم معاداة السامية
نقلت مصادر متعددة عن بعض الطلاب اليهود شعورهم بعدم الأمان أو استهدافهم نتيجة للاحتجاجات. وتزايدت الانتقادات عندما تم إصدار تسجيلٍ من يناير 2024 لأحد المنظمين، خماني جيمس، يقول فيه "الصهاينة لا يستحقون العيش". وقالت طالبةٌ يهوديةٌ كانت ترتدي سلسلةً عليها نجمة داود إنها واجهت متظاهرًا مؤيدًا للفلسطينيين يرتدي قناعًا في الحرم الجامعي، وطالبها بمعرفة ما إذا كانت صهيونية. واعتذر جيمس عندما نُشرت تصريحاته في أبريل 2024. وقال جيمس على "إكس": "أؤكد على حرمة جميع أشكال الحياة والحركة من أجل التحرير". وفي وقتٍ لاحق، مُنع جيمس من دخول الحرم الجامعي وتم إيقافه عن الدراسة. وفي كولومبيا وصفت النائبة الأمريكية كاثي مانينغ رؤيتها لافتاتٍ تدعو إلى تدمير إسرائيل. ووصف الطالب الجديد نيكولاس بوم سماعه متظاهرين "يدعون حماس لتفجير تل أبيب وإسرائيل". وتم تسجيل متظاهرٍ آخر وهو يحمل لافتةً كُتب عليها "أهداف القسام التالية" أمام طلابٍ متظاهرين مُعارضين يحملون أعلام إسرائيل.
شهدت جامعة كولومبيا في 20 أبريل أعمال احتجاجية وُصفت بأنها معادية للسامية ضد الطلاب اليهود،  مما أدى إلى إدانة من قبل البيت الأبيض ومكتب عمدة نيويورك، حيث تم تصوير متظاهرين وهم يهتفون بشعارات معادية للسامية ويهددون بالعنف ضد اليهود.
رفض المُحتجون اليهود المُؤيدون للفلسطينيين الاتهامات بأن الاحتجاجات مُعادٍ للسامية وغير آمنة للطلاب اليهود،  وذكرت صحيفة "كولومبيا ديلي سبيكتاتور" أن المُحتجين المُعارضين المُؤيدين لإسرائيل وصفوا المُحتجين اليهود المُؤيدين للفلسطينيين بأنهم "يهودٌ مُزيفون" أو "كابو". وشعر العديد من الطلاب اليهود، بينما نددوا بِمُعاداة السامية، بالتضامن مع المُحتجين المُؤيدين للفلسطينيين. وجادل كُتاب الرأي التقدميون والطلابيون بأن وسائل الإعلام الوطنية قد تدفع بسردٍ مُشوهٍ من خلال وصف الاحتجاج بأنه مُعادٍ للسامية ومليءٌ بالكراهية. وزعم بعض المُحتجين أن المُحرضين وغير الطلاب مسؤولون عن الحوادث المُعادية للسامية.
وقالت سوزان بيرنوفسكي، أستاذةٌ في كولومبيا: "لا أشعر أن هذا المشروع مُعادٍ للسامية بأي شكلٍ من الأشكال. أشعر أن الطلاب ينتقدون السياسة الإسرائيلية بشدة. ولا أشعر بالتهديد كعضو هيئة تدريسٍ يهوديٍ بأي شكلٍ من الأشكال مما يحدث في هذا الحرم الجامعي - باستثناء اعتقال العديد من طلابنا". وفي إشارةٍ إلى المُحتجين، قال جون مكوورتر، أستاذٌ في كولومبيا: "أجد صعوبةً بالغةً في تصور أنهم مُعادون للسامية"، مُضيفًا أن هناك "خطًا رفيعًا بين التشكيك في حق إسرائيل في الوجود والتشكيك في حق الشعب اليهودي في الوجود"، لكن "بعض الخطاب في خضم الاحتجاجات يتجاوزُه".

### مزاعم معاداة الفلسطينيين والإسلاموفوبيا
رفعت منظمة "فلسطين القانونية" دعوى قضائية ضد جامعة كولومبيا قالت فيها أن الجامعة عاملت الطلاب المؤيدين للفلسطينيين بمعيارٍ مختلفٍ "من خلال سياساتها وبياناتها والإجراءات الإدارية الأخرى". وتقول الدعوى القضائية إن كولومبيا لم تستجب لنشر معلوماتٍ شخصيةٍ عن طلابٍ مؤيدين للفلسطينيين في أكتوبر 2023، وأنها أساءت التعامل مع حادثٍ قام فيه طالبان مؤيدان لإسرائيل برش طلابٍ مؤيدين للفلسطينيين برذاذٍ كريه الرائحة في يناير 2024، وأنها أخرت التحقيق في سلوك الأستاذ شاي دافيداي، الذي وُجهت إليه أكثر من 50 شكوى تحرش.
تُسارع جامعة كولومبيا إلى إدانة الخطاب الذي تعتبره كراهيةً أو مسيئًا لغير الفلسطينيين، ولكن عندما يكون الطلاب الفلسطينيون هم أهداف الكراهية أو العنف ضد الفلسطينيين، فإن الجامعة تُماطل أو تفشل في إدانة هذه الأعمال. وعندما تُصدر بيانًا، تفشل في الإشارة إلى أن الطلاب الفلسطينيين كانوا ضحايا، على عكس الحال عندما يتعرض غير الفلسطينيين للأذى.

## ردود الفعل
كتب النائب جيري نادلر، خريج جامعة كولومبيا وأقدم عضو يهودي في مجلس النواب الأمريكي، أن "كولومبيا مُلزمةٌ بحماية الطلاب وبيئة تعلمهم". وقال عمدة مدينة نيويورك، إريك آدمز: "للطلاب الحق في حرية التعبير، لكن ليس لهم الحق في انتهاك سياسات الجامعة وتعطيل التعلم في الحرم الجامعي". وأشار الرئيس جو بايدن إلى الاحتجاجات في بيانِه بمناسبة عيد الفصح اليهودي، قائلًا: "إن التحرش والدعوات إلى العنف ضد اليهود... ليس لها مكانٌ على الإطلاق في الحرم الجامعي". وأدان بيانٌ مُنفصلٌ صادرٌ عن البيت الأبيض "الترهيب الجسدي الذي يستهدف الطلاب اليهود والمجتمع اليهودي" في حرم جامعة كولومبيا. وقال الرئيس السابق والمرشح الجمهوري المُفترضُ، دونالد ترامب: "دخلت الشرطة وفي غضون ساعتين بالضبط، انتهى كل شيء. كان من الجميل مُشاهدة ذلك".
قال روبرت كرافت، خريج جامعة كولومبيا وعضو مجلس أمنائها السابق، الذي أسس مركز كرافت للحياة الطلابية اليهودية في كولومبيا، أنه لم يعد يثق بقدرة الجامعة في حماية طلابها،  وأصدرت النقابة التي تُمثل الطلاب العاملين في كولومبيا بيانًا يدعو إلى "إعادة جميع الطلاب وعمال الطلاب الذين تم تأديبُهم بسبب احتجاجاتِهم المُؤيدة للفلسطينيين فورًا، ووضع حدٍ لقمع الاحتجاج في حرم جامعة كولومبيا".
كتبت ألكساندريا أوكاسيو كورتيز على تويتر: "إن استدعاء قوات الشرطة إلى مُظاهراتٍ غير عنيفةٍ لطلابٍ صغارٍ في الحرم الجامعي هو عملٌ تصعيديٌ ومُتهورٌ وخطير. إنه يُمثل فشلًا فادحًا في القيادة يُعرض حياة الناس للخطر. أنا أُدينُه بأشد العبارات المُمكنة". ووصفت ماري لولور، المقررة الخاصة للأمم المتحدة المعنية بِمُدافعي حقوق الإنسان، تهديد كولومبيا بإيقاف الطلاب عن الدراسة لعدم إنهاء الاعتصام بأنه "انتهاكٌ واضحٌ لحقهم في التجمع السلمي".

### في كولومبيا
قالت ميلين كلاين، محررةٌ في صحيفة "كولومبيا ديلي سبيكتاتور"، إن مثيري الذعر يجعلون الاحتجاج يدور حول معاداة السامية أو مُعارضة الطلاب اليهود. وأدانت لجنة السياسة والتخطيط في كلية الفنون والعلوم في كولومبيا التغطية الإعلامية الخارجية للاحتجاج ووصفتها بأنها "إثارةٌ للضجة"، وقالت إنها "تشعر بالضيق من التقارير التي تربط الاحتجاجات في الحرم الجامعي بأفعال جهاتٍ فاعلةٍ سيئةٍ من خارج مجتمعنا"، بينما تُدين جميع أشكال التمييز.
وأدان أساتذة كلية الحقوق بجامعة كولومبيا الاعتقالات الجماعية بالإضافة إلى إيقاف الطلاب عن الدراسة في رسالةٍ إلى قيادة الجامعة،  واصفين الإجراءات التي اتخذتها إدارة كولومبيا بأنها مُقلقة وتفتقر للشفافية.

## التغطية الإعلامية
حظي المخيم وحملات القمع التي تلته وانتشارُه على الصعيد الوطني بتغطيةٍ إعلاميةٍ واسعة. وتم انتقاد بعض التقارير الصادرة عن وسائل الإعلام الرئيسية باعتبارها مُضللةً ومنحازةً ضد المُحتجين. وفي مقالٍ لِقناة الجزيرة، وصف أحمد عبسي، طالبٌ في جامعة ميشيغان، التغطية الإعلامية لحركة الاحتجاج بأنها "مثيرةٌ للضجة"، وقال إن اتهامات معاداة السامية كاذبة. وقالت مجلة ذا نيو ريببلك أن الأسباب الحقيقية للاحتجاجات طغت عليها تغطية معاداة السامية وحملات القمع التي قامت بها الشرطة. وأدانت كلية الفنون والعلوم في كولومبيا ما يُفترض أنه تقاريرٌ غير دقيقةٍ وتمييزيةٌ عن الاحتجاج. وقال نوح بيرنشتاين، نائب مُحرر صحيفة "كولومبيا ديلي سبيكتاتور"، إن التغطية الإعلامية الخارجية كانت منحازةً بشكلٍ عام ضد المُحتجين. وبحسب ما ورد، كان الطلاب مُتعبين من وسائل الإعلام، حيث رفض بعضُهم إجراء مُقابلات. كما تم انتقاد وسائل الإعلام لِمُزاعمِها بوجود مُحرضين خارجيين في الاحتجاجات، والتي وُصفت بأنها معلوماتٌ مُضللة.
علقت محطة راديو الحرم الجامعي في كولومبيا جزئيًا برامجها المعتادة لتغطية المُظاهرات. وأُشيد بالمحطة لتغطيتها الوضع، وخاصةً خلال المداهمة الثانية. وقالت شبكة إن بي سي نيوز إنه تم الثناء على المحطة لتغطيتها المُباشرة للحدث. وأشادت مجلة بيزنس إنسايدر بِمِهنية المُذيعين خلال المداهمة. بينما وصفت صحيفة "الغارديان" البث الإذاعي بأنه "فوضويٌ ومُثير". وقالت مجلة "ذا نيشن" إن الصحفيين الطلاب كانوا أفضل من مُعظم وسائل الإعلام الرئيسية. كما تم الإشادة بطلاب صحفيين آخرين لتغطيتهم، بما في ذلك مجلة "سبيكتاتور".
اكتشف مُراسلون استقصائيون لصحيفة واشنطن بوست أن عمدة مدينة نيويورك، إريك آدمز، شارك في دردشةٍ جماعيةٍ مع مجموعةٍ من المليارديرات المُؤيدين لإسرائيل لهم علاقاتٌ وثيقةٌ بمسؤولي الحكومة والسفراء الإسرائيليين، والذين ناقشوا توظيف مُحققين خاصين "للتعاملِ" مع الاحتجاج ومُحاولة الضغط على رئيس جامعة كولومبيا وأمنائها للتعاون مع آدمز وشرطة نيويورك.

### القيود
في وقتٍ مُبكرٍ من صباح يوم 30 أبريل، علقت جامعة كولومبيا وصول الصحافة إلى الحرم الجامعي، وقالت إنه لن يُسمح بدخول سوى الطلاب المُعرفين والموظفين الأساسيين. واستعدادًا لدخول الحرم الجامعي، أغلقت شرطة نيويورك العديد من الشوارع داخل الحرم الجامعي وحوله، وأغلقت الإدارة قاعة هاميلتون، وتم تقييد جميع أشكال حرية التنقل. وفي مقالٍ رأيٍ لصحيفة "نيويورك تايمز"، كتبت مارا غاي أنه بسبب هذه القيود، لم يتمكن الصحفيون من تقييم ما حدث خلال المداهمة الثانية بشكلٍ كاملٍ، ولم يتمكنوا من التحقق من مزاعم وحشية الشرطة. علاوةً على ذلك، لم يُسمح لمراسلي إذاعة الجامعة وغيرِهم من الصحفيين الطلاب بمُغادرة مبناهم بسبب التهديد بالاعتقال. وتم دفع بعض الصحفيين الخارجيين خارج الحرم الجامعي أو تهديدهم إذا اقتربوا من مكان الحادث. ووصف جيك أوفنهارتس من وكالة أسوشيتد برس ذلك بأنه "إحدى أكثر الليالي إحباطًا لِوُصول الصحافة التي مررت بها كمُراسل".